# Carmine Amoroso
Pour les articles homonymes, voir Amoroso (homonymie).
Carmine Amoroso, né en 1963 est un scénariste et réalisateur italien.

## Biographie
Carmine Amoroso obtient un diplôme de littérature, lors duquel il étudie le rapport à la religion dans les travaux de Pier Paolo Pasolini. Il devient ensuite réalisateur de documentaires pour la RAI.
En 1991, il écrit le scénario de Une famille formidable, et il travaille avec Lina Wertmüller. En 1996, il réalise son premier film, Embrasse-moi Pasqualino !, qui traite notamment de transidentité. En 2007, il sort le film Cover boy.

## Filmographie
- 1985 : I ragazzi su due ruote - documentaire
- 1986 : GRA. Il pianeta anulare - documentaire télévisé
- 1996 : Come mi vuoi
- 2007 : Cover-boy (it)
- 2016 : Porno e libertà (it) - documentaire